# Cambarus longirostris
Cambarus longirostris е вид ракообразно от семейство Cambaridae. Видът не е застрашен от изчезване.

## Разпространение и местообитание
Разпространен е в САЩ (Алабама, Вирджиния, Джорджия, Северна Каролина, Тенеси и Южна Каролина).
Обитава сладководни басейни, реки и потоци.